# Void (película)
Void (en árabe, وينن) es una película dramática libanesa de 2013 escrita por Georges Khabbaz y dirigida por siete directores diferentes, todos graduados de la Universidad de Notre Dame. La película fue seleccionada como la entrada libanesa para la categoría de Mejor Película en Lengua Extranjera en los 88.ª Premios de la Academia, pero no fue nominada.

## Reparto
- Carol Abboud.
- Rodrigue Sleiman.
- Latifeh Moultaka.
- Antoine Moultaka.
- Takla Chamoun.
- Liliane Nemri.
- Ziad Soueiby.
- Diamand Bou Abboud.
- Elie Metri.
- Carmen Lebbos.
- Julián Farhat.
- Nada Abou Farhat.
- Talal El-Jordi
- Lara Khabbaz